# Manuel Faißt
Manuel Faißt (Furtwangen im Schwarzwald, 11 de enero de 1993) es un deportista alemán que compite en combinada nórdica.
Participó en los Juegos Olímpicos de Pekín 2022, obteniendo una medalla de plata en la prueba por equipo (junto con Julian Schmid, Eric Frenzel y Vinzenz Geiger).

## Palmarés internacional
| Juegos Olímpicos | Juegos Olímpicos | Juegos Olímpicos | Juegos Olímpicos         |
| Año              | Lugar            | Medalla          | Prueba                   |
| ---------------- | ---------------- | ---------------- | ------------------------ |
| 2022             | Pekín (China)    | Medalla de plata | TG + 4 × 5 km por equipo |